# بنای زکریا
بنای زکریا مربوط به سدهٔ ۸ ه.ق است و در شهرستان چالوس، بخش کلاردشت، دهستان کلاردشت، روستای شکرکوه واقع شده و این اثر در تاریخ ۲۶ اسفند ۱۳۸۶ با شمارهٔ ثبت ۲۱۹۶۱ به‌عنوان یکی از آثار ملی ایران به ثبت رسیده است.